# 太田村 (群馬県)
太田村（おおたむら）は、群馬県の北西部、吾妻郡に属していた村。

## 地理
- 山岳：鬢櫛山
- 河川：吾妻川、大泉寺川
- 湖沼：榛名湖

## 歴史
- 1889年（明治22年）4月1日 町村制施行により、植栗村、岩井村、小泉村、泉沢村が合併し吾妻郡太田村が成立する。
- 1955年（昭和30年）3月1日 原町、岩島村、坂上村と合併し、改めて原町が発足。同日太田村廃止。